# Округ Френклин (Алабама)
Округ Френклин (енгл. Franklin County) је округ у америчкој савезној држави Алабама. По попису из 2010. године број становника је 31.704. Седиште округа је град Раселвил.

## Демографија
Према попису становништва из 2010. у округу је живело 31.704 становника, што је 481 (1,5%) становника више него 2000. године.
| Група             | 2000.          | 2010.          |
| Белци             | 27.268 (87,3%) | 25.249 (79,6%) |
| Афроамериканци    | 1.314 (4,2%)   | 1.228 (3,9%)   |
| Азијати           | 34 (0,1%)      | 63 (0,2%)      |
| Хиспаноамериканци | 2.316 (7,4%)   | 4.710 (14,9%)  |
| Укупно            | 31.223         | 31.704         |